# Igreja de Santo Antônio da Barra
A Igreja de Santo Antônio da Barra é um templo católico romano do século XVII localizado em Salvador. É uma das três igrejas da localidade dedicadas ao Santo António de Lisboa. Pertence à Arquidiocese de São Salvador da Bahia e foi fundada nos últimos anos do século XVII. Foi tombada pelo Instituto do Patrimônio Histórico e Artístico Nacional (IPHAN) em 1938.

## Localização
A Igreja de Santo Antônio da Barra está localizada em uma encosta na ponta sudeste da cidade. Situa-se diretamente acima do Forte de São Diogo e oferece uma vista estratégica da Baía de Todos-os-Santos. Ela domina a visão do extremo sudoeste da cidade em direção ao Forte de São Diogo e Farol da Barra, e ao norte do Forte de Nossa Senhora de Monte Serrat e da Igreja e Mosteiro de Nossa Senhora do Monte Serrat na península de Itapagipe. A igreja é visível ao norte acima da praia do Porto da Barra.

## História
Não existe muitas informações sobre a história da igreja, exceto por sua fundação que ocorreu por volta dos últimos anos do século XVII, na Vila Velha, primeiro assentamento com fins de colonização na cidade.

## Estrutura
A Igreja de Santo Antônio da Barra foi erguida em alvenaria de pedra e cal. A fachada da igreja apresenta frontão clássico triangular e simples, com um pequeno óculo na base. Três portais estão no centro com quatro janelas no nível do coro; a igreja é ladeada por duas torres sineiras. As torres são coroadas por telhados piramidais, cada um coberto por telhas. Possui uma única nave, coro e salão com numerosos cômodos à esquerda da nave. À esquerda da capela-mor abre-se uma sala de reuniões e à direita a sacristia. O andar superior é acessado por uma escada externa, característica comum nas primeiras igrejas baianas. Candido Alves de Souza (1840-1884) completou a escultura da talha na capela-mor no final do século XIX.

## Statusprotegido
A Igreja de Santo Antônio da Barra, tanto a estrutura quanto o conteúdo, foi tombada pelo Instituto do Patrimônio Histórico e Artístico Nacional em 1938 sob a inscrição nº 122, no livro Belas Artes.